# Augusto Legnani
Augusto Legnani Rodriguez (* 23. März 1912 in Montevideo; † 15. Mai 1987 ebenda) war ein uruguayischer Politiker.
Augusto Legnani war der Sohn des aus Italien stammenden, im Departamento Canelones als Arzt praktizierenden Mateo Legnani Golfarini, der später Abgeordneter und Senator sowie Innenminister von Uruguay war. Augusto Legnani studierte Rechtswissenschaften, wurde im März 1940 promoviert und war später als Anwalt tätig. Er ging ab 1940 zunächst einer Tätigkeit als Lehrer nach und war von 1949 bis zu seinem Rücktritt im Jahre 1961 stellvertretender Sekretär („Prosecretario“) des Wahlgerichts („Corte Electoral“).
Legnani, der wie sein Vater der Partido Colorado angehörte und innerhalb derer er zuletzt Mitglied des „Comité Ejecutivo Nacional“ der Unión Colorada y Batllista war, saß in der 38. Legislaturperiode als Repräsentant des Departamentos Canelones vom 7. März 1961 bis zum 14. Februar 1963 als stellvertretender in der Cámara de Representantes. In der darauffolgenden Legislaturperiode nahm er dann im Zeitraum vom 15. Februar 1963 bis zum 17. August 1965 ein Titularmandat in jener Abgeordnetenkammer wahr. 1963 wirkte er dabei als Zweiter Vizepräsident der Kammer. 1966 rückte Legnani für den wegen der Vorbereitung auf seine Präsidentschaftskandidatur ausgeschiedenen Óscar Gestido in den Consejo Nacional de Gobierno nach. Vom 1. März 1967 bis zum 8. Mai 1968 leitete Legnani das Innenministerium Uruguays. Nachdem er ständiger Vertreter Uruguays bei den Vereinten Nationen war, löste Legnani am 19. Juli 1972 Enrique Magnani nach dessen Rücktritt als Verteidigungsminister von Uruguay ab und übte dieses Amt bis zum 20. Oktober 1972 aus.

## Zeitraum seiner Parlamentszugehörigkeit
- 7. März 1961 bis 14. Februar 1963 (Cámara de Representantes, 38. LP)
- 15. Februar 1963 bis 17. August 1965 (Cámara de Representantes, 39. LP)